# Castillo de Burgos

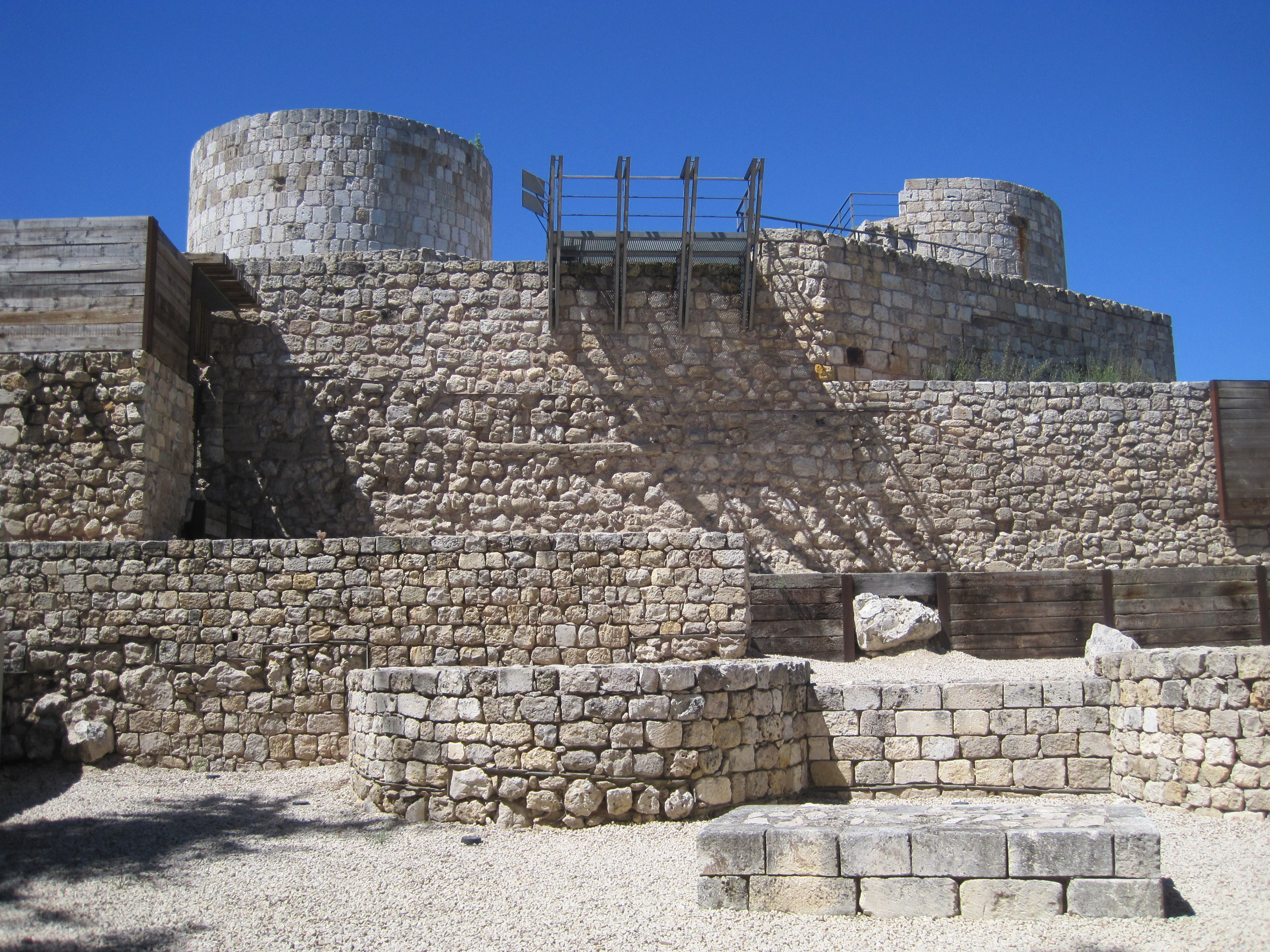
Südseite des Castillo de Burgos

Das Castillo de Burgos ist eine Festung in der spanischen Stadt Burgos. Sie befindet sich auf der Spitze eines Hügels, 75 m über der Stadt. Der erste Turm wurde von Graf Diego Porcelos zur Zeit der Reconquista im Jahr 884 errichtet. Mit der zunehmenden Bedeutung der Verteidigungsanlage wich sie einer Burg und komplexeren Verteidigungselementen.

## Eigenschaften

### Tore
Bei jüngsten archäologischen Ausgrabungen wurden die Überreste des Südtors freigelegt. Es handelt sich um eine durchbrochene Mauer, die zu einer Öffnung hin offen ist, die von zwei halbrunden Türmen flankiert wird. Das Haupttor, das an der Nordwestfront offen ist, hat einen gewölbten Durchgang.

### Brunnen
Als Teil des unterirdischen Komplexes verfügt der Brunnen (im Volksmund als Cueva del Moro bekannt (deutsch: Maurenhöhle)) über mehr als 300 m lange Gänge. Er stammt aus dem 12. und 13. Jahrhundert, obwohl die ersten Berichte auf das Jahr 1475 zurückgehen, als die Truppen von Isabella I. die Stadt belagerten, eine Episode des Thronfolgekriegs, die von den Anhängern von Johanna von Kastilien verteidigt wurde.
Es handelt sich um ein Quadermauerwerk aus Kalkstein, das aus einem vertikalen Hohlzylinder besteht, der eine Tiefe von 62,50 m erreicht. Um Zugang zu erhalten, wurden 6 vertikale Spindeln oder Zylinder mit einem Innendurchmesser von 1,40 m gebaut.

„Para que este Castillo fuese más seguro y no le pudiesen tomar por sed, hizo su fundador cerca de su entrada, por la parte interior, un pozo tan profundo, que para bajar al nacimiento del agua tiene alrededor una escalera de piedra en forma de caracol de trescientos treinta y cinco escalones con sus claraboyas a trechos que le dan luz, aunque poca, y está tan artificiosamente obrado que parece obra de encantamiento.“

„Um diese Burg sicherer zu machen und zu verhindern, dass sie verdursten, ließ ihr Gründer in der Nähe des Eingangs im Inneren einen so tiefen Brunnen anlegen, dass man zur Wasserquelle über eine Steintreppe in Form einer Spirale mit dreihundertfünfunddreißig Stufen hinabsteigen konnte, deren Oberlichter in Abständen Licht spenden, wenn auch nur wenig, und die so künstlich gearbeitet ist, dass es scheint, als sei sie das Werk eines Zauberers.“

## Geschichte
Auf dem Burghügel und dem San-Miguel-Hügel sind Siedlungen aus dem Neolithikum, dem Chalkolithikum, der Bronzezeit und der frühen Eisenzeit nachgewiesen.
Die Entstehung der Burg ist jedoch eng mit der Gründung von Burgos verbunden. Nach diesen Anfängen zur Zeit des Grafen Diego Rodríguez Porcelos erforderte die wachsende Bedeutung der Stadt den Bau einer großen Festung, deren Umfang perfekt dokumentiert ist. Die Reisenden des Mittelalters berichten übereinstimmend von dem Gefühl der Stärke und Sicherheit, das sie vermittelte. Wahrscheinlich fand unter Alfons VIII. der erste große Umbau statt, an dem erfahrene Baumeister im Mudéjar-Stil beteiligt waren. Der kastilische König Heinrich IV. nahm den zweiten Umbau vor, der hauptsächlich der Verschönerung des Gebäudes diente, mit dem Ziel, es in einen Palast zu verwandeln: Säle, Gemächer und Kapelle.

„Los reyes de Castilla, teniendo aquella fortaleza, tienen título al reino, e se pueden con buena confiança llamarse reyes dél, porque es cabeça de Castilla e cámara de los reyes.“

„Die Könige von Kastilien, die diese Festung besitzen, haben einen Anspruch auf das Königreich, und sie können sich getrost Könige dessen nennen, denn sie ist das Haupt von Kastilien und die Kammer der Könige.“

### Königliches Schloss

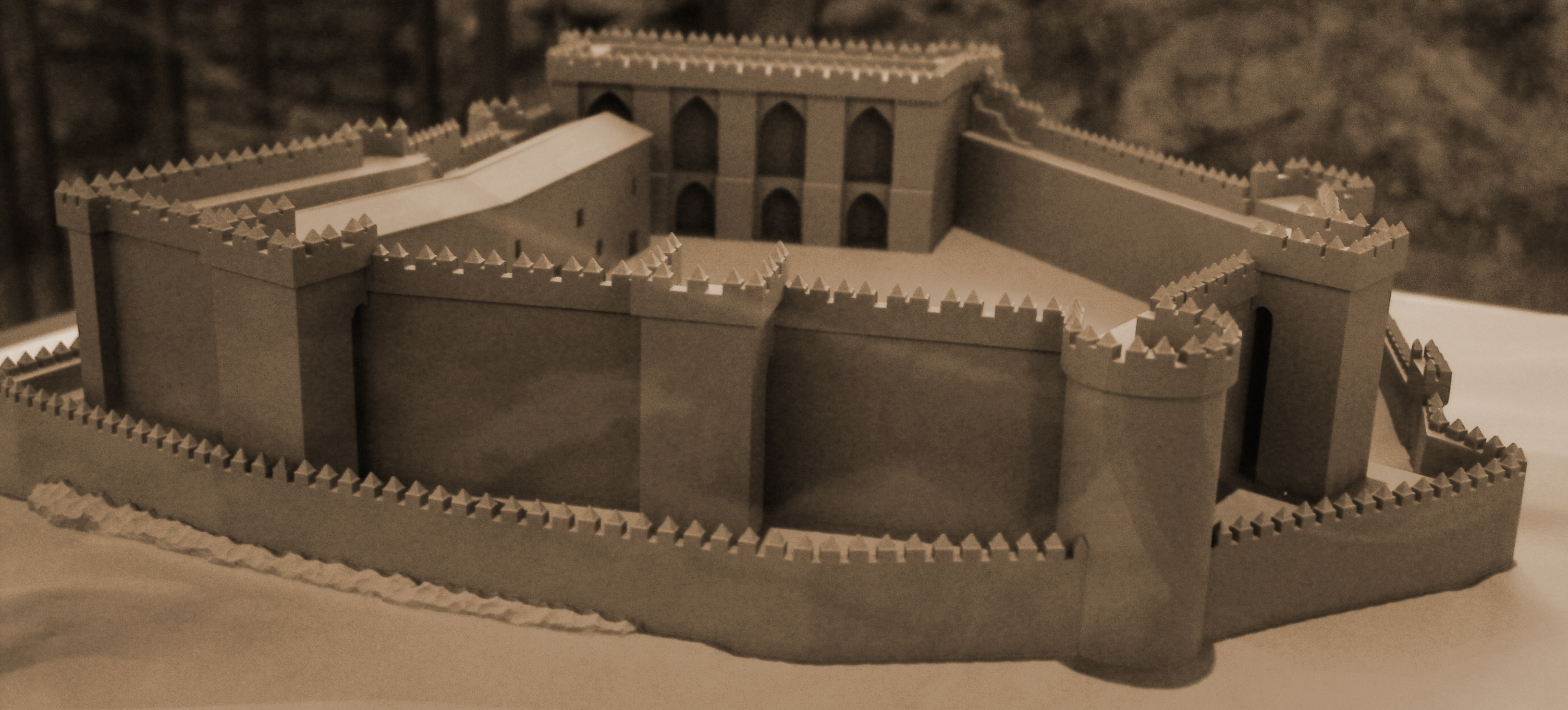
Modell des Palastes von Alfonso X.

Der Palast, der als Palast von Alfonso X. bekannt ist, wurde von Johann II. von Kastilien und auch von seinem Vater Heinrich III. von Kastilien bewohnt.

### Streitigkeiten mit der Stadt
Die Stadt und die Burg waren nie gute Freunde, aber sie ertrugen einander über Jahrhunderte. Ferdinand II. belagerte sie während des Krieges gegen Johanna von Kastilien. Die Belagerung begann im August 1474 und dauerte bis Januar 1476. In dieser Zeit fanden einige der heftigsten Kämpfe in der Geschichte der Stadt statt. Eines der Ziele war es, die Belagerten von der Wasserversorgung abzuschneiden, so dass die Bergleute mit dem doppelten Ziel arbeiteten, den Brunnen abzufangen und die Mauern zu sprengen, wie Luciano Serrano betont.

### Prominente Häftlinge
Die Burg von Burgos diente als Staatsgefängnis und wurde von den Königen García von Galicien und Alfonso VI. von León sowie von Tomás de Gournay, dem Attentäter auf König Eduard II. von England, bewohnt.
Im Jahr 1277 wurde laut den Annalen der Herrschaft Alfons X. der Prinz Fadrique von Kastilien, Sohn Ferdinands III., in der Burg von Burgos auf Befehl seines Bruders Alfons X. des Weisen hingerichtet, der gleichzeitig die Hinrichtung von Simón Ruiz de los Cameros, Herr der Cameros und Schwiegersohn des Prinzen Fadrique von Kastilien, anordnete. In den Annalen der Regierungszeit Alfons X. wird die Hinrichtung des Infanten Fadrique wie folgt wiedergegeben:

„Era de mill e trezientos e diez e seis eños, el ynfante don Sancho, fijo del rey don Alfonso e heredero, presó a don Ximón Ruiz de los Cameros en Logroño por mandado del rey su padre. E en este año presó el rey don Alfonso a don Fadrique, su hermano, en Burgos, e mandólo le meter en el castillo e meterlo en vna arca que estaba llena de fierros agudos e allí murió.“

„Es war im Jahre 1310 und sechs Jahre her, dass Don Sancho, der Prinz des Königs Alfonso und Erbe, auf Befehl des Königs, seines Vaters, Don Ximón Ruiz de los Cameros in Logroño gefangen hielt. Und in jenem Jahr ließ König Alfonso seinen Bruder Don Fadrique in Burgos einkerkern und befahl, ihn in die Burg zu bringen und in eine Truhe mit scharfen Eisenstangen zu stecken, wo er starb.“

### Schießpulverfabrik
In der Neuzeit verlor sie aufgrund der Entwicklung der Militärtechnik und der Entfernung von den Kriegsschauplätzen ihre frühere Verteidigungsfunktion. Im 16. Jahrhundert wurde auf dem Gelände die erste Artillerieschule Spaniens eingerichtet, und 1542 wurden hier täglich zwanzig Zentner Schießpulver hergestellt.

### Zerstörung

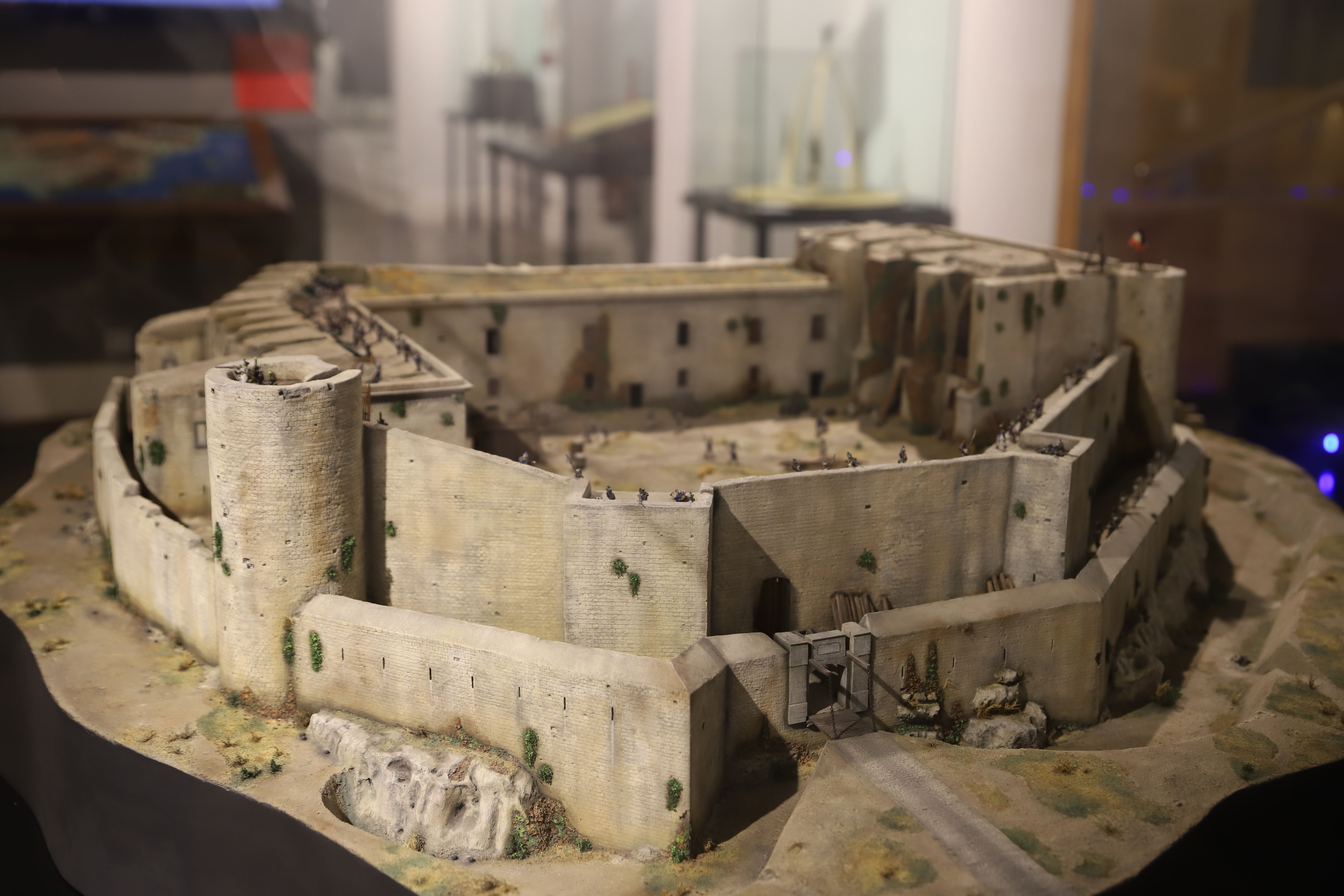
Modell des Castillo de Burgos im Militärmuseum von Burgos

Ein Brand im Jahr 1736 zerstörte das Innere, die Balken, Decken und Kassettendecken. Während des Unabhängigkeitskrieges erlangte die Stadt ihre strategische Position zurück und die Franzosen führten eine kurzzeitige Renovierung durch, die zu einer umfassenden Umgestaltung des Komplexes führte.

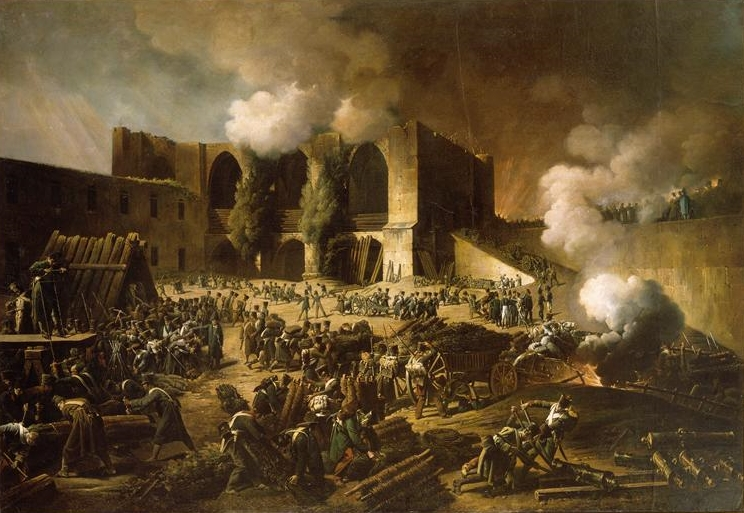
Belagerung von Burgos durch britisch-portugiesische Streitkräfte unter Führung des Herzogs von Wellington, 1812, Gemälde von François-Joseph Heim

Bei der napoleonischen Invasion errichteten die französischen Soldaten – es heißt, Napoleon selbst habe den Standort gewählt – hier seine kaiserliche Batterie. Zwischen September und Oktober 1812 war die Burg das Zentrum der Belagerung von Burgos durch die anglo-portugiesischen Truppen von Arthur Wellesley (dem späteren Herzog von Wellington), der seine Operationsbasis in einem Palast in Villatoro hatte. Während dieser Belagerung sprengten die Franzosen die Kirche San Román in die Luft.
Nach dem Abzug der Franzosen im Juni 1813 wurden in der Burg die letzten Vorbereitungen des Kontingents vor seinem endgültigen Abzug getroffen. Sie arbeiteten dort, um jegliches Kriegs- und Dokumentationsmaterial zu entfernen, das dem Feind nützlich sein könnte, und entschieden sich für die Sprengung der Festung. Sie sprengten sie in die Luft, ohne den letzten Soldaten Zeit zur Evakuierung zu geben. Mehr als 200 französische Soldaten kamen bei der Explosion ums Leben, die die gesamte Bevölkerung erschütterte.
Die Kirche Santa María la Blanca wurde zerstört; ein großer Teil der Glasfenster der Kathedrale ging verloren und die Brüstung des Querturms wurde beschädigt, ebenso die Kirche San Esteban.

### 19. und 20. Jahrhundert
Im weiteren Verlauf des 19. Jahrhunderts wurde sie sporadisch während der Karlistenkriege genutzt. Die Burg wurde auch während des spanischen Bürgerkriegs von 1936 genutzt, als dort die Flugabwehr der Stadt installiert wurde.

#### Optischer Telegraf
Die Burg von Burgos spielte eine Schlüsselrolle im optischen Telegrafiesystem, das im 19. Jahrhundert in Spanien entwickelt wurde. In der Provinz Burgos sind noch zahlreiche Türme erhalten, die gebaut wurden, um das Zentrum der Halbinsel mit dem Norden zu verbinden. Die Burg von Burgos war Position 27 der Linie von Kastilien, die Madrid mit Irún verband.

## Aktueller Zustand und Besuche
Heute ist die Umgebung der Burg ein Erholungspark mit Straßen, die den Dichtern gewidmet sind. Die teilweise Rekonstruktion der Festung hat es ermöglicht, sie als Interpretationszentrum zu nutzen (2003 für das Publikum geöffnet), und auch der Brunnen und die unterirdischen Galerien, bekannt als Cueva del Moro (Höhle des Mauren), können besichtigt werden.
Das Castillo ist zur Besichtigung frei zugänglich, mit Ausnahme des unterirdischen Rundgangs, der in kleinen Gruppen und immer in Begleitung eines Führers durchgeführt wird, der den Weg erklärt.

## Archäologisches Museum
Von 1996 bis 2003 wurde das Projekt und die Ausführung des Archäologischen Museums im Castillo von Burgos von den Architekten Marian Álvarez-Buylla und Joaquín Ibáñez Montoya durchgeführt. Das Projekt respektiert die Grundsätze der internationalen Charta für die Restaurierung des Kulturerbes, ein Pavillon, der schützt und gleichzeitig wieder abgebaut werden kann, ohne die bestehende ursprüngliche Konstruktion zu beeinträchtigen.